# Comunicador (Star Trek)
O "comunicador" é um dispositivo fictício usado para comunicação por voz na franquia Star Trek. Ele também serve como um dispositivo de sinalização de emergência, semelhante a um transponder. O comunicador permite o contato direto com outro comunicador ou com o sistema de comunicação de uma nave estelar.
O comunicador no universo de Star Trek supera as capacidades da atual tecnologia de telefonia móvel, cujos protótipos inspiraram. Ele permite que os membros da tripulação entrem em contato com a nave em órbita sem depender de um satélite artificial para transmitir o sinal. Os comunicadores usam transmissões subespaciais que não estão em conformidade com as regras normais de física, pois os sinais podem ignorar a interferência eletromagnética, além dos dispositivos permitirem comunicação quase instantânea a distâncias que, de outras formas, exigiriam mais tempo para serem percorridas.
Na série original, os comunicadores funcionavam como um dispositivo importante no enredo, pondo os personagens em situações desafiadoras quando eles apresentavam defeitos, eram perdidos ou roubados ou ficavam fora de alcance. Caso contrário, o transportador poderia ter permitido que os personagens retornassem à nave ao primeiro sinal de problema, encerrando o episódio prematuramente.

## Variantes
Em Star Trek: Enterprise e Star Trek: The Original Series, a comunicação dentro da nave é obtida através de painéis de comunicação em mesas e paredes, e às vezes através do uso de videofones. Enquanto que em missões, a tripulação carregava comunicadores de mão que se abriam. A seção superior do aparelho contém uma antena transceptora e a parte inferior contém controles de usuário, um alto-falante e um microfone. O dispositivo foi projetado e construído por Wah Chang, que também construiu muitos dos outros adereços usados na série.
Comunicadores de pulso foram usados em Star Trek: The Motion Picture e permaneceram em uso por algumas instalações e naves da frota estelar em The Wrath of Khan. No entanto, o comunicador de mão tradicional retornou nos filmes posteriores. A razão para a troca não foi explicada, mas a fonte não-canônica de "Mister Scott's Guide to the Enterprise" deu a explicação de que a Frota Estelar interrompeu o uso dos comunicadores já que estavam apresentando falhas repetidas após sofrerem impactos menores.
Em The Next Generation e nas séries posteriores, os oficiais da Frota Estelar e o pessoal alistado usam pequenos crachás no peito esquerdo. Esses dispositivos têm a forma da insígnia da Frota Estelar e são ativados com uma leve batida. Eles também incorporam o tradutor universal. Houve duas versões do emblema do comunicador. O primeiro foi usado em toda a série TNG e durante as duas primeiras temporadas de Deep Space Nine. O segundo foi utilizado nas últimas cinco temporadas de DS9, ao longo de Star Trek: Voyager, e nos quatro filmes de TNG. O uso dos distintivos remonta pelo menos desde a criação da Enterprise-C.
De acordo com Data no episódio "Time's Arrow, Part One" em um jogo de pôquer em 1893, o distintivo é feito de um composto cristalino de silício , berílio , carbono 70 e ouro.
Em Deep Space Nine, oficiais Bajorianos e pessoal alistado também usam um pequeno crachá de comunicador que funciona da mesma maneira que seus equivalentes da Frota Estelar. No entanto, os Bajorianos usam seus distintivos no peito direito de suas túnicas uniformes. Cardassianos são mostrados usando seus comunicadores no pulso esquerdo.
Enquanto os painéis de parede e de mesa ainda estão presentes, os oficiais e a tripulação os consideram um sistema secundário, confiando principalmente nos crachás. As telas de visualização são usadas para comunicações visuais. Em naves e instalações da Frota Estelar, a comunicação também pode ser realizada pelo direcionamento verbal do computador para iniciar a comunicação com outra pessoa.

## Relação com a tecnologia real
Em 12 de julho de 2010, a CBS lançou um aplicativo para iPhone, criado pela Talkndog Mobile, chamado Star Trek Communicator. O aplicativo replicou o design e o chiado icônico do comunicador.
Em junho de 2016, a Wand Company Ltd. lançou uma réplica do Comunicador da série original, altamente precisa e funcional, usando Bluetooth para permitir que seja emparelhado e conectado a um telefone celular habilitado para Bluetooth, de modo a permitir que ele seja usado exatamente da maneira prevista no programa de TV. Os avanços no reconhecimento de voz e na inteligência artificial baseada em nuvem permitem que o usuário use a discagem por voz através da interface simples, mas também faça perguntas usando Siri, Google Now, Cortana ou qualquer outro assistente pessoal digital através do dispositivo. Isto é o mesmo que quando um membro da tripulação pede ao computador da nave que encontre um colega ou peça uma atualização de status.
Em dezembro de 2016, Fametek LLC. lançou o Star Trek: The Next Generation CommBadge usando a tecnologia Bluetooth 4.2 para permitir o emparelhamento com um telefone celular ou tablet habilitado para Bluetooth para fazer e receber chamadas utilizando comandos de voz via Siri, Google Now ou Cortana. O Bluetooth ComBadge também possui um modo Cos-Play que, quando pressionado, ativa o mesmo efeito de som visto na série.